# テペデレンリ・アリー・パシャ

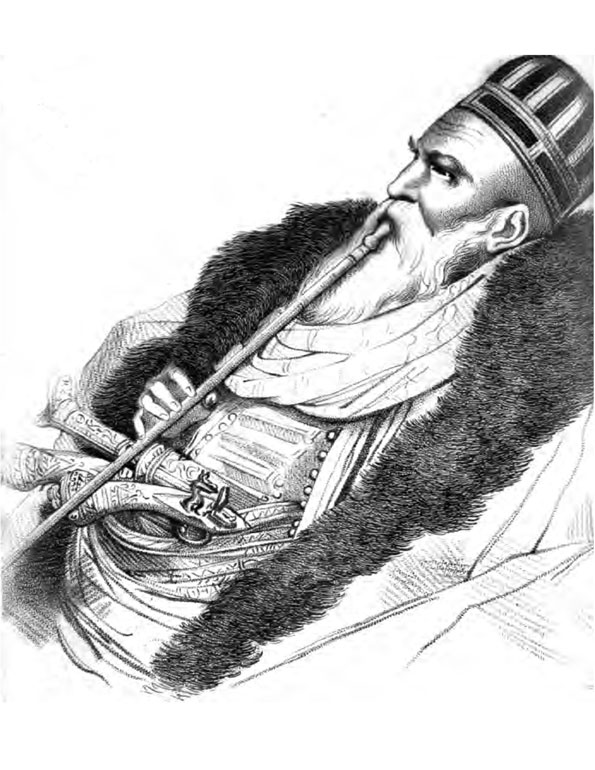
アリ・パシャの肖像。ルイ・デュプレ画（1821年）

テペデレンリ・アリ・パシャ（トルコ語：Tepedelenli Ali Paşa、1741年（1744年とも） – 1822年1月24日）は、オスマン帝国時代のバルカン半島南西部を治めた領主（アーヤーン）。半独立の専制君主としてふるまい、その勢力はヤニナ（現：ギリシャ領ヨアニナ）を中心として、現在のアルバニア・ギリシャにまたがる地域に広がっていた。

## 名称
「パシャ」はオスマン帝国の高官に与えられる称号。「テペデレンリ」は「テペデレン（テペレナ）出身」の意で、同名のほかの「アリ・パシャ」と区別するために付されるが、単に「アリ・パシャ」といえば多くの場合本項の人物を指す。
この人物は「テペレナのアリ・パシャ」（Ali Pasha of Tepelena）、「ヤニナのアリ・パシャ」（Ali Pasha of Yannina）に相当する各言語の名で呼ばれる。現地のほかの言語では以下のように表記される。
- アルバニア語： Ali Pashë Tepelena
- アルーマニア語： Ali Pãshelu
- ギリシャ語： Αλή Πασάς Τεπελενλής / Ali Pasas Tepelenlis もしくは Αλή Πασάς των Ιωαννίνων / Ali Pasas ton Ioanninon

## 生涯
当時オスマン帝国領であった現在のアルバニア南部の町、テペレナ (Tepelenë) （トルコ語名：テペデレン）近郊にある Beçisht 村の有力者の家に生まれる。父のVeliはこの村の長（ベイ）であった。彼の少年時代に一門は政治的・資産的な力を失って没落した。1758年、父が殺害されると、母の Hamko は山賊団を組織し、アリは成長後その指導者となった。ネグロポンテのパシャがシュゴダル（シュコドラ）の反乱を鎮圧するのを援助するなど、彼は国外からの侵攻や内乱の鎮圧で活躍し名声を獲得し、オスマン帝国の支配層の注目を引くようになる。1768年、アリは裕福なデルヴィナのパシャの娘と結婚し、パシャとの緊密な関係を結ぶ。
アリはルメリア地方（バルカン半島南部）のパシャの副官として任命され、1787年にはオーストリアとの戦いにおける功績によりトリカラのパシャ領を与えられた。アリはすぐにヨアニアの支配を確立し、その後の33年間を支える強固な基盤となった。アリは、弱体な帝国を利用しながら、アルバニア・ギリシャ西部・ペロポネソス半島へと支配領域を拡大していく。
ヨアニアの領主としてのアリの政策は功利主義的なものであった。アリは半独立の専制君主として振る舞い、その時点で最も利益をもたらす相手と同盟を結んだ。アリはアルバニアの海岸で港を得るために、フランス帝国のナポレオンと手を結んでいる。このとき派遣されてきたのがフランソワ・プークヴィルである。ティルジットの和約ののち、ナポレオンがロシアとオスマン帝国の分割を画策するようになると、1807年にはイギリスについた。イスタンブールの中央政府はこうしたアリの半独立の振る舞いを放置していたが、これは当時中央政府にはアリを打倒できるだけの力がなく、また半独立であっても敵に回すよりはよかったためである。

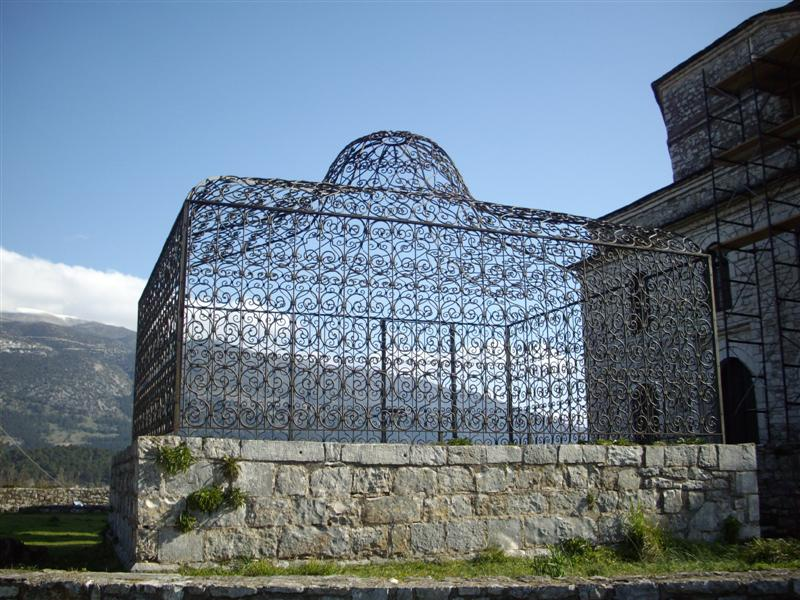
アリ・パシャの墓所

1820年、アリはイスタンブールで政敵の暗殺を命じた。中央による統制回復を図っていたスルタン・マフムト2世は、これを機にアリを解任しようとした。公的地位の辞任を拒否したアリに対し、マフムト2世は2万人の軍隊を派遣したため武力衝突が起きた。オスマン帝国軍がアリ・パシャとの抗争に注意を向けたことは、結果としてギリシャ独立戦争を助けることになった。
1822年1月、アリはヨアニナのヨアニナ湖（パンボティス湖）に浮かぶ島にあるパンデリモノス修道院で暗殺された。アリの首はスルタンの許に送られ、葬儀は礼遇をもって行われた。
暗殺の舞台となった修道院の一部は、アリ・パシャに関する博物館となり、観光名所となっている。アリの命を奪った銃弾の弾痕を現在も見ることができる。また、この博物館にはアリゆかりの財宝も展示されている。

## 文学の中のアリ・パシャ

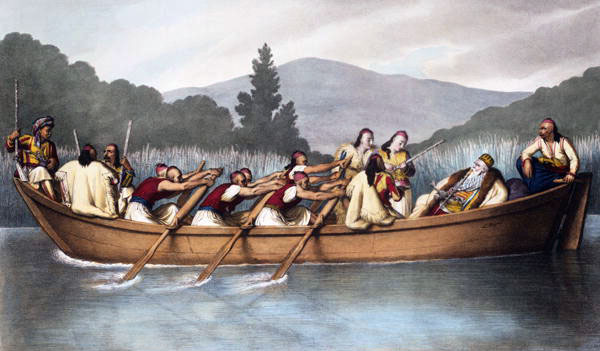
ルイ・デュプレ画「湖上で猟をするアリ・パシャ」（1825年）

詩人バイロンは、1809年に彼の城を訪問しており、その時のことを『チャイルド・ハロルドの巡礼』の中で記している。バイロンは、ギリシャ文化の名残をとどめる町や壮麗な城の様子を讃えながら、母への手紙の中ではアリの専制君主としての勇敢さとともにある残虐さについても記している。
デュマ作の小説、『モンテ・クリスト伯』（1844年～1846年）には「アリ・テブラン」（Ali Tebelin）の名で言及され、彼の暗殺をめぐる物語はこの作品の重要な要素を構成している。登場人物のひとり、エデ（Haydée）はアリの娘という設定で、父の死により奴隷に身を落とした彼女は、暗殺の手引きをした者を捜している。